# 韋寧頓·盧比斯
韋寧頓·洛古拿·盧比斯（Welington Nogueira Lopes，1979年6月1日—）一般称作韋寧頓盧比斯，生于沃尔塔雷东达，巴西职业足球运动员，现效力于日本職業足球联赛球会橫濱水手队，他曾以9球奪得2001年南美自由盃神射手。